# 哲儀
哲儀（てつぎ）は台湾の推理作家。台北生まれ。台湾推理作家協会会員。

## 来歴
- 2004年 - 第2回人狼城推理文学賞（現・台湾推理作家協会賞）に短編「勿忘我」を応募。
- 2005年 - 短編「血紅色的情書」で同賞の第3回大賞を受賞。
- 2006年 - 初の単行本『血紅色的情書』（明日工作室）を出版。

高校生の時に綾辻行人の『十角館の殺人』を読んだのがきっかけで推理小説に興味を持ち、以降、推理小説とは切っても切れない縁をもつこととなった。大学在学中から創作をはじめ、第2回、第3回の人狼城推理文学賞に短編を応募。第3回で大賞を受賞した。

## 主要作品
単行本
- 血紅色的情書 （明日工作室、2006年4月）ISBN 9867172507  - 短編集
  - 「血紅色的情書」
  - 「勿忘我」
- 詛咒的哨所 （明日工作室、2006年8月）ISBN 9867172795 - 短編集
  - 「詛咒的哨所」 - インターネットサイト「台湾推理夢工廠」で公開中
  - 「染血的歩槍」

アンソロジー収録短編
- 詛咒的哨所 （『台湾推理作家協会傑作選2』、2008年3月）